# ميخائيل فريتش
ميخائيل فريتش (بالألمانية: Michael Fritsch)‏ هو اقتصادي ألماني، ولد في 12 أكتوبر 1951 في برلين في ألمانيا.

## وصلات خارجية
- الموقع الرسمي